# Lepturges macilentus
Lepturges macilentus es una especie de escarabajo longicornio del género Lepturges, categorizada en la tribu Acanthocinini, de la subfamilia Lamiinae. Fue descrita por Bates en 1881.

## Descripción
Mide 7,4 mm de longitud.

## Distribución
Se distribuye por México.